# Ferdinando Tacca

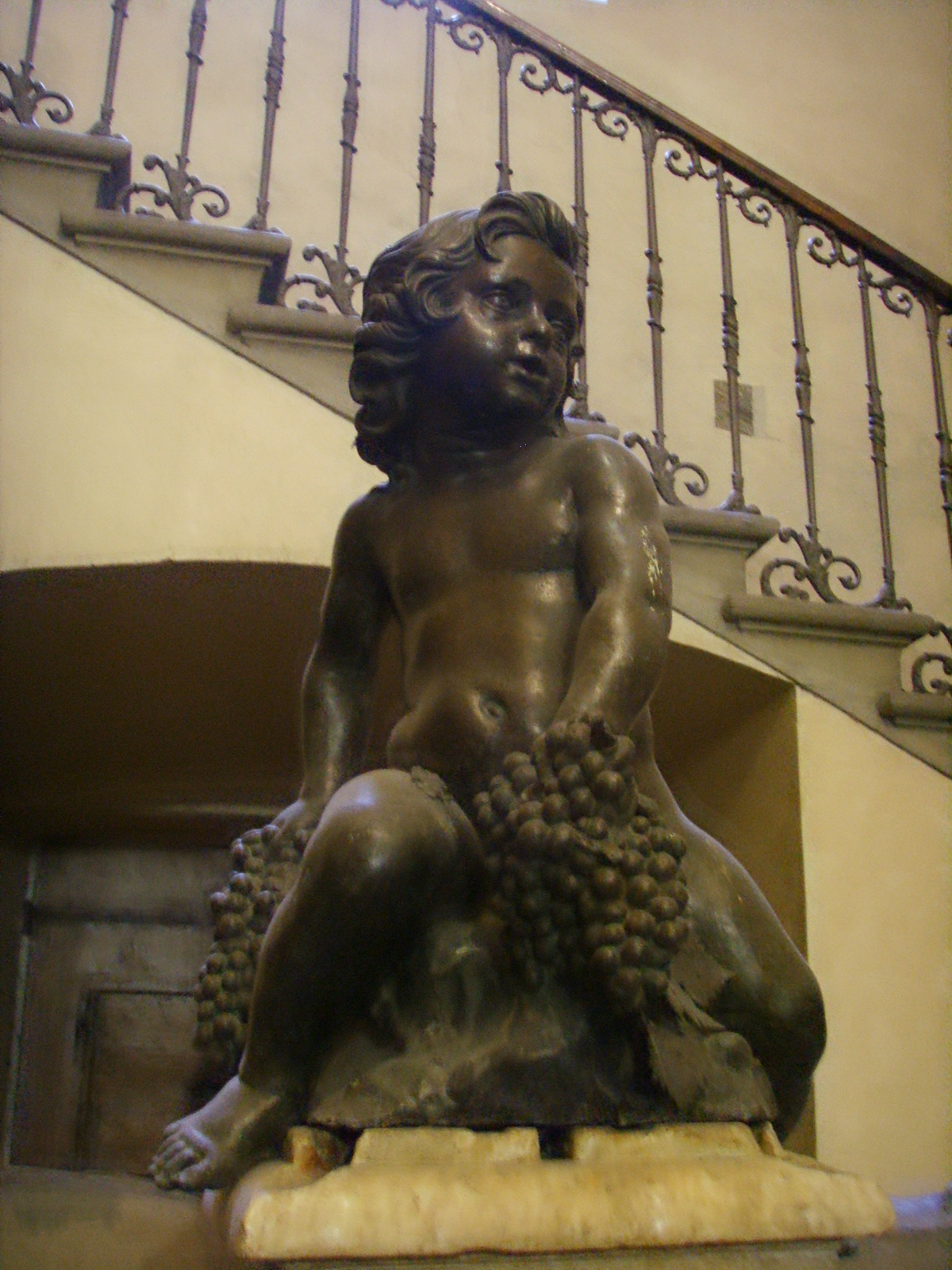
Fontana del Bacchino a Prato

Ferdinando Tacca (Firenze, 1619 – Firenze, 1686) è stato uno scultore italiano, figlio di Pietro Tacca.

## Biografia
Allievo del padre e suo assistente nelle ultime opere, eseguite nella fonderia presso la loro abitazione in borgo Pinti a Firenze, ed in particolare per le statue dorate destinate alle cappelle medicee di San Lorenzo. La sua formazione base fu quella di scultore, come erede della tradizione toscana tardo-manierista della scultura in bronzo. Tuttavia nella sua vita si occupò di numerose forme d'arte: architettura, disegno di scenografie, di macchinari e organizzazione di feste di corte.
Verso il 1640 subentrò al padre quale architetto di corte dei Granduchi di Toscana, lavorando per Ferdinando II e Cosimo III de' Medici.
Come il padre lavorò molto come bronzista per i Medici e per altri committenti, anche se produsse opere di piccole dimensioni rispetto alle monumentali statue di sovrani del padre.
A partire dagli anni cinquanta del Seicento, anche a causa del declino dell'interesse della corte per la scultura, la sua carriera si orientò quasi esclusivamente alla realizzazione di teatri e altre opere architettoniche ed ingegneristiche.
Su richiesta del Cardinale Giovan Carlo de' Medici, presidente dell'Accademia degli Immobili, disegnò e mise in opera il Teatro della Pergola, probabilmente la sua opera più importante. L'edificio aveva una struttura in legno ed era ovviamente diverso da quello attuale, risultato di successive trasformazioni. Il progetto di Tacca rappresentò un momento essenziale nell'architettura del teatro in quanto fu uno dei primi in cui venne utilizzata in modo completo e stabilmente la soluzione a palchi sovrapposti e a pianta mistilinea, approssimativamente ovale, caratteristiche del teatro all'italiana.
A Prato, in relazione alla realizzazione di un nuovo acquedotto, realizzo intorno al 1660, quattro fontane urbane di cui due ci sono rimaste.
Ristrutturò per i Bartolommei l'interno della chiesa di Santo Stefano al Ponte e vi lasciò il grande bassorilievo con il Martirio di santo Stefano.
Si occupò anche del disegno di fortificazioni.

## Opere
- Crocifisso bronzeo , Chiesa di San Vigilio, Siena, 1644;
- Crocifisso in cartapesta del Monastero di Montesenario, 1647;
- Crocifisso in cartapesta policroma, Chiesa di Santa Lucia sul Prato,  Firenze, 1651;
- Crocifisso bronzeo, Duomo di Prato (1653);
- Teatro alla Pergola, Firenze, completato nel 1657;
- Ingrandimenti e abbellimenti alla Villa Medicea dell'Ambrogiana, Montelupo Fiorentino, 1657 circa
- Fontana del Bacchino, Prato, 1659-1665
- Fontana dei Delfini, Prato, 1658-1666
- Due putti al Getty Museum di Los Angeles
- Sculture nel Duomo di Pietrasanta
- Tabernacolo nella chiesa di San Giovanni Battista a Livorno
- Bronzetti nel Museo Amedeo Lia della Spezia;
- Apollo e Daphné, bronzetto, Museo del Louvre di Parigi;
- Bronzetti al Metropolitan Museum of Art di New York